# Карбеноїд

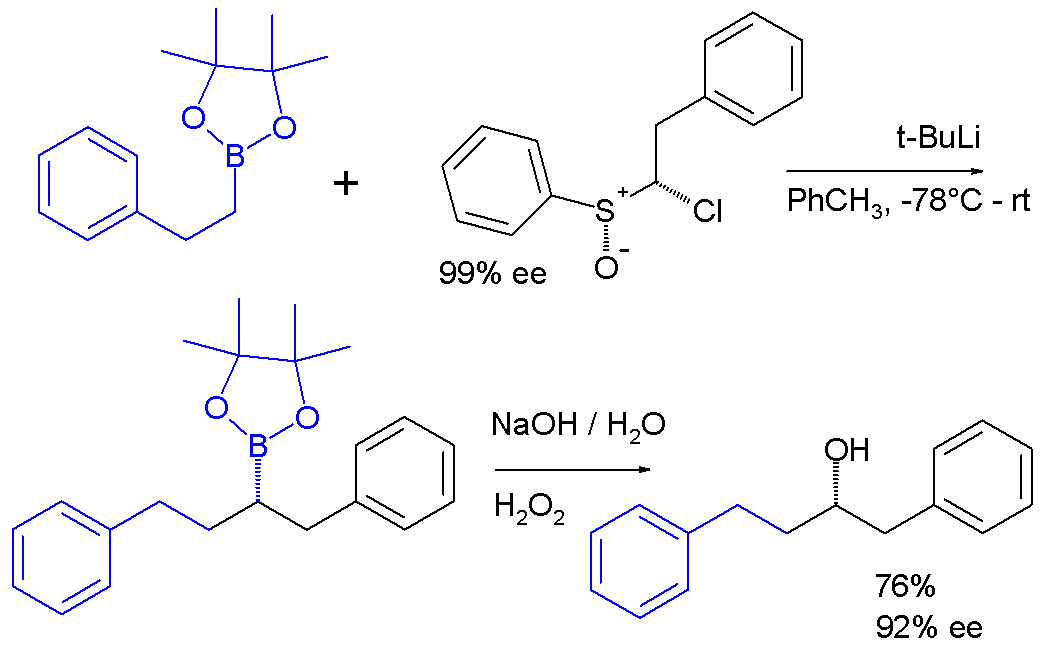

Карбеноїд (рос. карбеноид, англ. Carbenoid) — закомплексована карбеноподібна хімічна частинка, яка проявляє реактивні властивості карбенів безпосередньо або діючи як джерело карбенів.